# Piezomagnetyzm
Piezomagnetyzm – zjawisko występowania zmian kierunku i natężenia namagnesowania pod wpływem naprężeń mechanicznych, spowodowanych siłami zewnętrznymi. Obserwowany w kryształach fluorków manganu i kobaltu.